# اکونسیا فرانکلین
اکونسیا فرانکلین (انگلیسی: A'Quonesia Franklin؛ زادهٔ ۲۹ سپتامبر ۱۹۸۵) بازیکن بسکتبال اهل ایالات متحده آمریکا است.